# Élise Foniyama Thiombiano Ilboudo
 (mars 2021).
La mise en forme du texte ne suit pas les recommandations de Wikipédia : il faut le « wikifier ».
Les points d'amélioration suivants sont les cas les plus fréquents. Le détail des points à revoir est peut-être précisé sur la page de discussion.
- Les titres sont pré-formatés par le logiciel. Ils ne sont ni en capitales, ni en gras.
- Le texte ne doit pas être écrit en capitales (les noms de famille non plus), ni en gras, ni en italique, ni en « petit »…
- Le gras n'est utilisé que pour surligner le titre de l'article dans l'introduction, une seule fois.
- L'italique est rarement utilisé : mots en langue étrangère, titres d'œuvres, noms de bateaux, etc.
- Les citations ne sont pas en italique mais en corps de texte normal. Elles sont entourées par des guillemets français : « et ».
- Les listes à puces sont à éviter, des paragraphes rédigés étant largement préférés. Les tableaux sont à réserver à la présentation de données structurées (résultats, etc.).
- Les appels de note de bas de page (petits chiffres en exposant, introduits par l'outil «  Source ») sont à placer entre la fin de phrase et le point final[comme ça].
- Les liens internes (vers d'autres articles de Wikipédia) sont à choisir avec parcimonie. Créez des liens vers des articles approfondissant le sujet. Les termes génériques sans rapport avec le sujet sont à éviter, ainsi que les répétitions de liens vers un même terme.
- Les liens externes sont à placer uniquement dans une section « Liens externes », à la fin de l'article. Ces liens sont à choisir avec parcimonie suivant les règles définies. Si un lien sert de source à l'article, son insertion dans le texte est à faire par les notes de bas de page.
- La présentation des références doit suivre les conventions bibliographiques. Il est recommandé d'utiliser les modèles {{Ouvrage}}, {{Chapitre}}, {{Article}}, {{Lien web}} et/ou {{Bibliographie}}. Le mode d'édition visuel peut mettre en forme automatiquement les références.
- Insérer une infobox (cadre d'informations à droite) n'est pas obligatoire pour parachever la mise en page.

Pour une aide détaillée, merci de consulter Aide:Wikification.
Si vous pensez que ces points ont été résolus, vous pouvez retirer ce bandeau et améliorer la mise en forme d'un autre article.
Élise Foniyama Thiombiano Ilboudo, née le 20 avril 1965 à Fada N’Gourma dans la région de l’Est du Burkina Faso, est une archéologue, enseignante-chercheuse et femme politique burkinabè. Entre janvier 2020 et décembre 2021, elle est ministre de la Culture, des Arts et du Tourisme dans le gouvernement de Christophe Marie Joseph Dabiré du second mandat de Roch Kaboré.

## Biographie

### Études
Élise Foniyama Thiombiano Ilboudo est maîtresse de conférence en archéologie à l’unité de formation et de recherche en sciences humaines de l’université Joseph Ki-Zerbo de Ouagadougou. Après avoir obtenu son doctorat en mars 2010, elle obtient le grade de maître de conférences en juillet 2018.

## Carrière

### Carrière universitaire
Élise Foniyama Thiombiano Ilboudo est responsable de l’équipe Histoire des techniques-Laboratoire d’Archéologie et Histoire des Techniques. En mars 2014, elle a été chef de département d’histoire et archéologie à l'université de Ouagadougou. Deux ans après, elle conduit des travaux de recherche et de fouille sur les sites métallurgiques de l’Oubritenga et du Sanmatenga en collaboration avec le laboratoire de géophysique à l’université de Fribourg en Suisse. Elle est aussi coéditeur de « Traditional Management Systems at World Heritage Sites in Africa »  sous la direction de George Okello Abungu.
Élise Foniyama Thiombiano, a aussi participé et dirigé en tant que chercheuse associée à l’université Paris I, à plusieurs travaux de recherches dans le domaine de l’art, de la métallurgie, du patrimoine culturel. Elle est auteure ou co-auteure de publications et de plus d’une vingtaine d’articles scientifiques.

### Carrière politique
Elle est élue députée avec le Mouvement du peuple pour le progrès (MPP) sous la 7e et la 8e législature et par ailleurs 4e Vice-présidente de l’Assemblée nationale du Burkina Faso sous la 7e législature. Tout commence aux élections de 2015, où, suppléante de Omarou Idani, elle remplace ce dernier lorsqu’il est promu au poste ministériel des Mines et Carrières après deux ans de mandature. Elle est élue cette fois-ci en 2020 sur la liste nationale du Mouvement du peuple pour le progrès.

#### Ministre de la Culture, des Arts et duTourisme
Elle est nommée ministre de la Culture en janvier 2020.
Le premier ministre Christophe Dabiré présente sa démission et celle de son gouvernement le 8 décembre 2021. Ilboudo est remplacée au ministère par Ousséni Tamboura dans gouvernement du nouveau premier ministre Lassina Zerbo.

## Vie privée
Elle est mariée et mère de trois enfants.

## Travaux universitaires
- La production ancienne du fer dans le Gulmu. Cas de Namoungou (province du Gourma-Burkina Faso. Mémoire de maîtrise, IN.S. HUS, Université de Ouagadougou, 1991, 155 p.
- Étude descriptive et analyse des minerais et scories de fer dans la province du gourma. Cas de Namoungou, rapport de D.E.A, D.H.A, FLASH, Université de Ouagadougou, 1999, 92 p.
- Les vestiges de l’occupation humaine ancienne dans la province du Gourma, des origines à la pénétration coloniale (cas de Kouaré et de Namoungou)[7]. Thèse de doctorat de troisième cycle, Université de Ouagadougou, 2010, 671 p. en 2 vol.

## Revues nationales
- « La production ancienne du fer à Namoungou, province du Gourma, Burkina Faso : étude des mines et ateliers de réduction », Cahiers du CERLESHS tome XXVI no 41, février 2012, pp. 85-106.
- « La forge à Sabou : entre pratiques anciennes et modernité en pays moaga au Burkina Faso[8] », Annales de l’Université Ki-Zerbo, série A, vol. 26, juillet 2019  (ISSN 2424-7529), p. 131-143.

## Ouvrages
- Baldé Ismailou, N’Dah Didier, Ilboudo Élise, Patrimoine culturel et Enseignement supérieur au Bénin et au Burkina, Éditions universitaires européennes, OmniScriptum GmbH & Co., Saarbrucken  (ISBN 978-3-8417-7925-0), 2016, 83 p.

## Revues internationales
- Serneels, Barbara Eichhorn, Hélène Timpoko Kiénon-Kaboré, Ludovic N’Zebo, Denis Ramseyer, Élise Thiombioano-Ilboudo, Arouna Yéo, Origine et développement de la métallurgie du fer au Burkina Faso et en Côte d’Ivoire. Prospections et sondages dans la région de Yamane (Burkina Faso) et recherches à Siola 4000 (Côte d’Ivoire[9]), Fondation Suisse-Liechtenstein pour les recherches archéologiques à l’étranger (SLSA), rapport annuel, 2015, p. 67-102  (ISBN 978-3-9523258-9-6).
- Helène Timpoko Kienon-Kabore, Elise Fonyama Thiombiano-Ilboudo, Caroline Robion-Brunner and Lassina Simporé, « Iron Ironworks of West Africa », in C. Smith (éd.), Encyclopedia of Global Archaeology, 2019.